# داستان دن
داستان دُن (روسی: Донская повесть) یک فیلم درام روسی به کارگردانی ولادیمیر فیتین است که در سال ۱۹۶۴ منتشر شد. از بازیگران این فیلم می‌توان به یوگنی لئونف، لیودمیلا چورسینا و لئونید پارخامنکو اشاره کرد.